# Joseph Nollekens
Joseph Nollekens, född 11 augusti 1737, död 23 april 1823, var en brittisk skulptör.
Joseph Nollekens studerade i Rom och blev en synnerligen skicklig och flitigt anlitad porträttskulptör, som i byster och statyer återgav berömdheter i samtidens England. Bland hans verk märks statyn över William Pitt den yngre och rundreliefen över Oliver Goldsmith.